# Imizu
Kamiichi (Japonés: 上市町;  Hepburn: Kamiichi-machi?), es una ciudad de la Prefectura de Toyama en la Región de Chūbu en Japón. Imizu se encuentra en las llanuras de Tonami, al oeste de la Prefectura de Toyama, con una línea costera en el Mar de Japón al norte. Con un área total de 109,43 km² (42,3 millas cuadradas), tiene una población estimada de 93.447 personas distribuidas en 37.734 hogares para una densidad de población de 850 personas por km². Entre sus ciudadanos ilustres se cuentan el beisbolista Matsutarō Shōriki, el futbolista Atsushi Yanagisawa y la yudoca Megumi Tachimoto.

## Historia
La actual área de Imizu era parte de la antigua Provincia de Etchū, y fue gobernada durante el Período Edo como parte del Dominio Kanazawa. La ciudad moderna de Imizu se estableció el 1 de noviembre de 2005, a partir de la fusión de la ciudad de Shinminato con los municipios de Daimon, Kosugi y Ōshima, y el pueblo de Shimo y la disolución del Distrito de Imizu  resultado de esta fusión.

## Educación
Imizu tiene quince escuelas primarias públicas y seis escuelas secundarias públicas operadas por el gobierno municipal, y tres escuelas secundarias públicas operadas por la Junta de Educación de la Prefectura de Toyama. La prefectura también tiene dos escuelas de formación profesional en Imizu. Adicionalmente tienen en Imizu su sede la Escuela de Negocios y Tecnologías de la Información de Toyama, la Escuela Nacional de Tecnología de Toyama y la Universidad de la Prefectura de Toyama. 